# Holy Money
Holy Money ist das vierte Studioalbum der New Yorker Band Swans. Das Album wurde gleichzeitig mit der EP A Screw und dem Vorgängeralbum Greed aufgenommen. Es gilt als eines ihrer wichtigsten und einflussreichsten. Auf der kurze Zeit später erschienenen CD wurden der ursprünglichen LP drei Stücke von der EP A Screw hinzugefügt. Spätere Wiederveröffentlichungen vereinen neben Holy Money und A Screw die Alben Greed und Cop sowie die EPs Young God und Time is Money (Bastard).

## Stil
Anders als die ersten beiden Alben Filth und Cop und die EP Young God weist Holy Money nicht den brutalen, lauten Klang auf, der vor allem von der Gitarrenarbeit von Norman Westberg dominiert war, und wirkt insgesamt etwas ruhiger. Die Texte, wie so oft bei den Swans, handeln von Isolation, psychischen Störungen und seelischer wie sexueller Abhängigkeit.
Das Album ist das erste der Band, bei dem Jarboe stark in Erscheinung tritt. Bis zur ersten Auflösung der Swans im Jahr 1997 bleibt sie eine zentrale Figur der Band. Auf dem Album spielen weiterhin drei Schlagzeuger, was dem Album einen sehr vollen Klang gibt.

## Rezeption
Die Rezeption des Albums war positiv. So schrieb das Magazin People im Jahr 1986:

„On the opening cut of Holy Money, A Hanging, lifeless voices chant in harmony, raising specters of a slave gang in hell as vicious drumbeats and gongs sound like some monstrous taskmaster. Over it all lead singer M. Gira, singing so low and slowly he sounds like he’s on the wrong speed, delivers such lyrics as "Dear God in heaven … I'll hang for you" … Few bands rival the SWANS when it comes to black humor … then again, some days you just have to get it out of your system.“

„Im ersten Lied von Holy Money, A Hanging, singen leblose Stimmen in Harmonie, erschaffen Geister einer Sklavenhorde in der Hölle, während fiese Schlagzeugbeats und Gongschläge wie monströse Zuchtmeister erklingen. Über all dem der Leadsänger M. Gira, so tief und langsam singend, als würde er in der falschen Geschwindigkeit wiedergegeben. Er intoniert Texte wie Dear God in heaven … I’ll hang for you. […] Wenige Bands sind so schwarzhumorig wie die SWANS. Manchmal möchte man es jedoch bloß hinter sich lassen.“

Bei allmusic erhielt das Album vom Kritiker Ned Raggett 4,5 von 5 Sternen. Laut ihm „dokumentiert Holy Money gut die kontinuierliche Transformation der Swans in ein komplexeres, faszinierendes Biest“.
Holy Money hatte starken Einfluss auf die Drone-Doom- und Sludge-Szene; Bands wie Godflesh, Jesu, Khanate, Sunn O))) und Earth bezogen sich oft auf dieses Album.

## Titelliste
Alle Titel von den Swans.
1. "A Hanging" – 5:48
2. "You Need Me" – 1:23
3. "Fool (#2)" – 5:54
4. "A Screw (Holy Money)" – 5:00
5. "Another You" – 7:43
6. "Money Is Flesh (#2)" – 5:02
7. "Coward" – 5:10